# Термини-Имерезе
Термини-Имерезе (итал. Termini Imerese) — город и коммуна в Италии, располагается в регионе Сицилия, подчиняется административному центру Палермо.
Население составляет 26 290 человек, плотность населения составляет 341 чел./км². Занимает площадь 77,57 км². Почтовый индекс — 90018. Телефонный код — 091.
Покровителем населённого пункта считается блаженный Agostino Novello. Праздник ежегодно празднуется 19 мая.
С 1970 года в городе располагался большой автозавод компании FIAT, где собирались такие известные малолитражные автомобили как Fiat 126, Fiat Panda и Fiat Punto. С 2005 года завод был единственным производственным предприятием, где собирается Lancia Ypsilon, в 2006 году здесь был собран четырёхмиллионный автомобиль этой марки. В 2011 году компания FIAT прекратила производство машин в Термини-Имерезе (на фабрике работало 1400 человек и ещё 800 были заняты в фирмах-субподрядчиках), завод приобрела китайская компания Chery Automobile.